# Morunasaurus
Morunasaurus är ett släkte av ödlor. Morunasaurus ingår i familjen Hoplocercidae.
Kladogram enligt Catalogue of Life:
| Morunasaurus | \| \| Morunasaurus annularis \| \| \| \| \| \| Morunasaurus groi \| \| \| \| \| \| Morunasaurus peruvianus \| \| \| \| |
|              | \| \| Morunasaurus annularis \| \| \| \| \| \| Morunasaurus groi \| \| \| \| \| \| Morunasaurus peruvianus \| \| \| \| |
|              | Enyalioides |
|              | |
|              | Hoplocercus |
|              | |
|              | Morunasaurus annularis                                                                                                 |
|              | |
|              | Morunasaurus groi |
|              | |
|              | Morunasaurus peruvianus                                                                                                |
|              | |

|  | Morunasaurus annularis  |
|  |                         |
|  | Morunasaurus groi       |
|  |                         |
|  | Morunasaurus peruvianus |
|  |                         |